# 利府町民バス

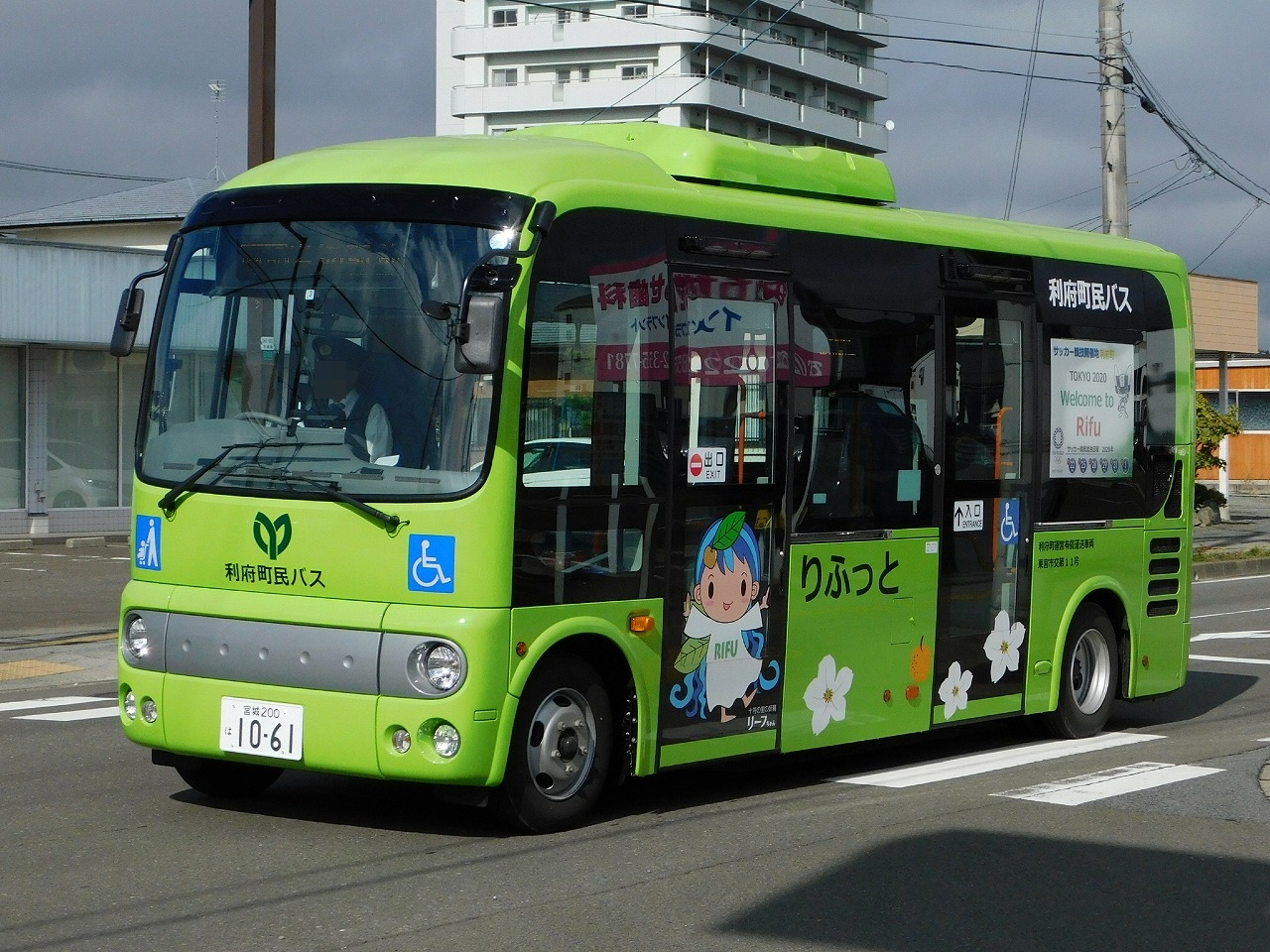
利府町民バス

利府町民バス（りふちょうみんバス）は、宮城県宮城郡利府町にて運行しているコミュニティバスである。
運行形態は自家用自動車（白ナンバー車）による有償運送で、運転業務および車両管理業務を民間バス事業者に委託している。
りふっとの愛称が付けられている。

## 運行路線

### 東部路線
加瀬沼 - 野中沢 - 加瀬ウェルネスタウン - 利府駅前 - 利府町役場 - 文化交流センター - 梨ヶ丘団地入口 - 須賀入口

### 西部路線
文化交流センター - 利府駅前（ - 利府町役場） - 道珍坊（ - 保健福祉センター - 仙塩利府病院 - 利府高校前） - 菅谷 - 神谷沢団地中央 - 岩切駅前

### 葉山路線
葉山中央 - 陸前浜田駅前

## 受託事業者
- ジャパン交通（2018年4月 - ）

### 過去の受託事業者
- 仙塩交通（1999年10月 - 200x年4月、2009年4月 - 2013年3月）
- 宮交バスシステム吉岡営業所（200x年4月 - 2006年6月）
  - 車両は宮城交通利府車庫に常駐し、吉岡営業所の乗務員が現地出勤していた。
- 宮交バスシステム→ミヤコーバス塩釜営業所（2006年7月 - 2009年3月）
  - 宮城交通利府車庫廃止に伴う変更。2007年1月より子会社統合によりミヤコーバスへ社名変更
- 塩釜観光バス（2013年4月 - 2018年3月）

## 運賃
2010年10月1日より。
- 一般利用者：100円（小児半額）
- 障害者および運転免許返納者（1年限り）：無料

## 歴史
- 1999年（平成11年）10月12日 - 東部路線の運行を開始。
- 2000年（平成12年）12月 - 西部路線の運行を開始。
- 2010年（平成22年）10月1日 - 運賃を値下げ（一般利用者を200円→100円に、障害者・運転免許返納者<1年間限り>を無料とする）。
- 2012年（平成24年）1月3日 - 東部路線ダイヤ改正。須賀入口 - 浜田漁港広場廃止、梨ヶ丘団地入口 - 須賀入口間経路変更。
  - 前年11月にミヤコーバス葉山赤沼線（イオン利府 - 利府駅 - 葉山 - 二本椚 - 陸前浜田駅）が開業しており、同路線と重複する春日・葉山・二本椚・浜田を通らない経路に変更された。
- 2013年（平成25年）5月頃 - 町民バスに愛称「りふっと」が名付けられる[1]。
- 2021年（令和3年）7月1日 - 全線でダイヤ改正。東部路線と西部路線の経路を変更。葉山路線を新設。

## 使用車両
- 車両は利府町所有の白ナンバー専用車（リフト付き車両）で、運転・車両管理業務を上記事業者に委託している。
- 当初は予備車が無く、検査時等には受託事業者所有の緑ナンバー車が使用されていた。西部路線専用車を初代から2代目に置き換えた際に初代車両を予備車とし、町所有車3両にて2路線2運用を賄うこととした。以降は車両代替時に西部路線で使用されていた車両を共通予備車に転用している。
- 2012年4月に東部路線用、同年10月に西部路線用の車両を二代目から三代目に置き換えた（いずれも日野・リエッセから日野・ポンチョへ代替）[2]。
- 四代目車両は2019年3月下旬から運行しており、三代目までは路線別に車体の色を分けていたが統一されている。

### 過去の使用車両
東部路線
- 三菱・ローザ（初代）
- 日野・リエッセ（二代目）
- 日野・ポンチョ（三代目）

西部路線
- 日野・リエッセ（初代・二代目）
- 日野・ポンチョ（三代目）
  - 初代車両は二代目導入後、両路線共通の予備車として使用され、運用に入っていない日は受託事業者の車庫で休んでいるのが常であった。2011年3月11日に発生した東日本大震災に伴う津波により、受託事業者である仙塩交通の車庫で被災した[3]。
  - 二代目車両は三代目導入後、両路線共通の予備車として使用されている。

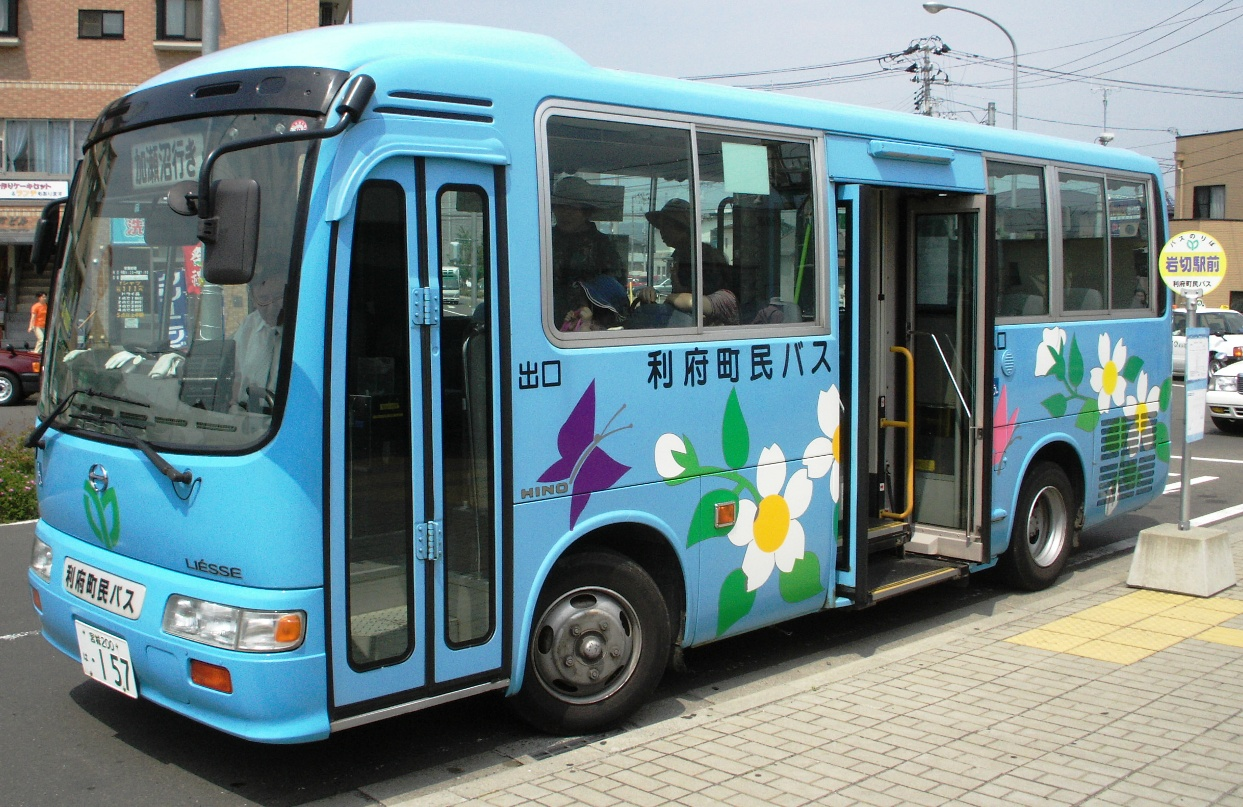
西部路線初代専用車→初代共通予備車 （津波により被災し廃車）
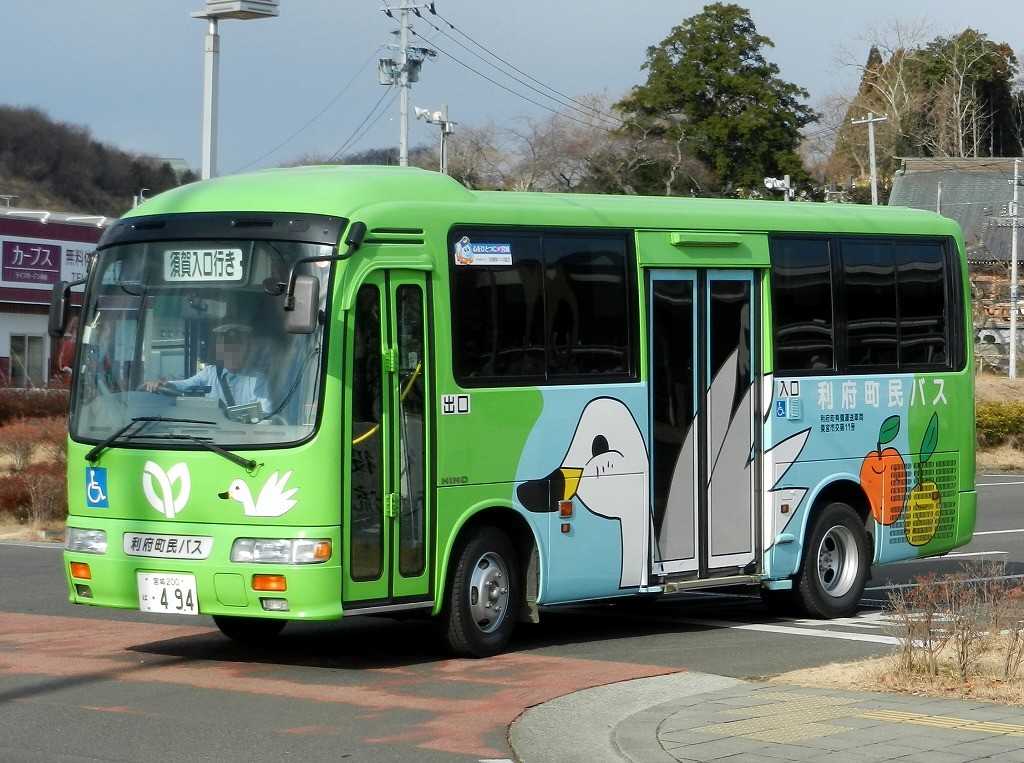
東部路線二代目専用車
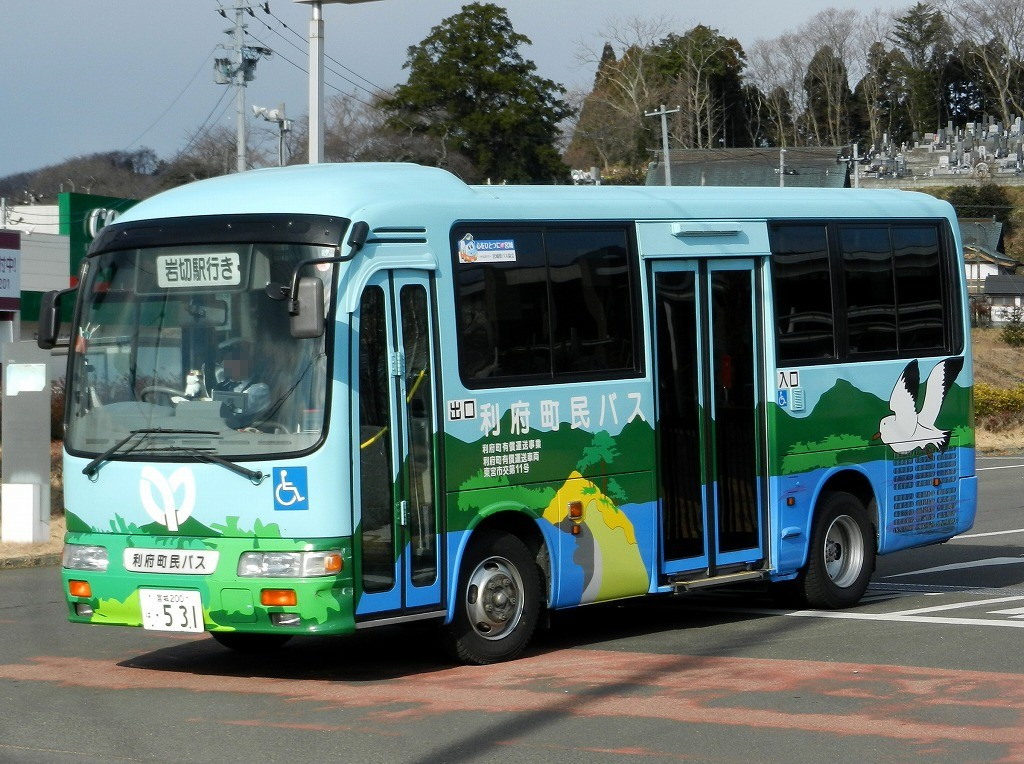
西部路線二代目専用車→二代目共通予備車
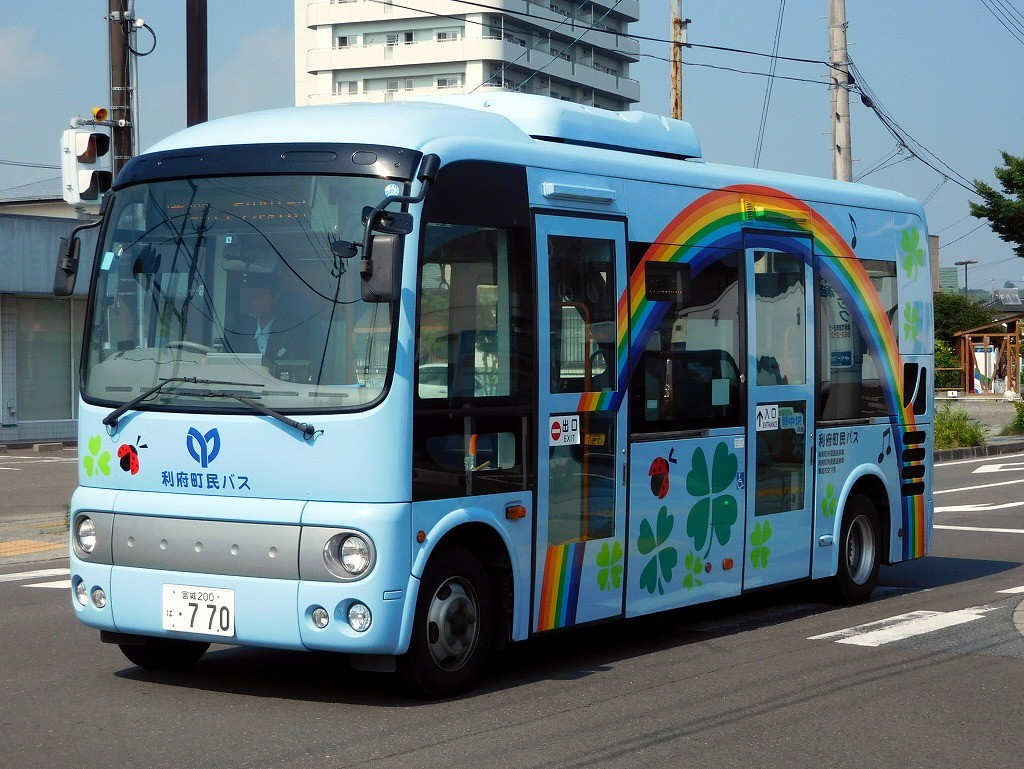
西部路線三代目専用車→三代目共通予備車